# Winter Harbor
Winter Harbor – miasto w Stanach Zjednoczonych, w stanie Maine, w hrabstwie Hancock.